# Carnitina palmitoiltransferase II
A Carnitina O-palmitoiltransferase II, mitocondrial é uma enzima que nos seres humanos é codificada pelo gene CPT2.